# Hylesia lilacina
Hylesia lilacina är en fjärilsart som beskrevs av Paul Dognin 1912. Hylesia lilacina ingår i släktet Hylesia och familjen påfågelsspinnare. Inga underarter finns listade i Catalogue of Life.